# Johnny Taylor
Johnny Antonio Taylor (Chattanooga, Tennessee; 4 de junio de 1974) es un exjugador de baloncesto estadounidense que disputó 3 temporadas de la NBA, además de jugar en la NBDL, Eslovenia, Italia, Filipinas, Rusia, España, Bélgica y Japón. Con 2,06 metros de altura, jugaba en la posición de alero. Desde 2017 es entrenador asistente de los Osceola Magic de la G League.

## Trayectoria deportiva

### Universidad
Taylor militó dos temporadas en los Mocs de la Universidad de Tennessee en Chattanooga, donde promedió un total de 17.3 puntos, 7.2 rebotes y 2 asistencias en 62 partidos. En su última campaña en el equipo fue nombrado Jugador del Año de la Southern Conference y en el mejor quinteto de la conferencia. Lideró a los Mocs a un balance de 24-11, al campeonato de conferencia de 1997 y al Sweet 16 del Torneo de la NCAA. Previamente a los Mocs, Taylor jugó en Indian Hills CC en Iowa.

### Profesional
Fue seleccionado en la 17.ª posición del Draft de la NBA de 1997 por Orlando Magic. En su primera campaña en la liga disputó 12 partidos y promedió 3.2 puntos, pasando la mayor parte de la temporada en la lista de lesionados debido a una lesión en el hombro derecho. El 21 de enero de 1999 fue traspasado a Denver Nuggets junto con los derechos de Keon Clark, donde disputó la temporada 1998-99 y un encuentro de la siguiente. El 1 de febrero de 2000 fue enviado de nuevo a Orlando Magic.
Tras su paso por la NBA jugó en el Olimpija Ljubjana de Eslovenia, en el Adecco Milano de Italia, en el Santa Lucía Realty de Filipinas, en Roanoke Dazzle de la NBDL, en el Lokomotiv Vody y en el Dinamo Moscow Región de Rusia, en el Etosa Alicante de España, en el Mons-Hainaut Dexia de Bélgica y en el Mitsubishi Electric Melco Dolphins japonés. En 2004 y 2005 finalizó tercero en la Eurocopa del Desafío con el Dinamo Moscow Region.

## Estadísticas de su carrera en la NBA

### Temporada regular
| Temporada | Edad | Equipo         | Liga | P  | TIT | MIN  | TC  | TCA | %TC  | 3P  | 3PA | %3P   | TL  | TLA | %TL  | R.OF. | R.DEF. | REB | ASIS | ROB | TAP | PER | FP  | PTS |
| 1997-98   | 23   | Orlando Magic  | NBA  | 12 | 0   | 9.0  | 1.1 | 3.1 | .351 | 0.1 | 0.2 | .500  | 0.9 | 1.3 | .688 | 0.3   | 0.8    | 1.1 | 0.1  | 0.3 | 0.2 | 0.7 | 1.8 | 3.2 |
| 1998-99   | 24   | Denver Nuggets | NBA  | 36 | 9   | 20.1 | 2.3 | 5.5 | .414 | 0.7 | 1.9 | .382  | 0.5 | 0.6 | .739 | 0.8   | 2.0    | 2.8 | 0.7  | 0.8 | 0.5 | 0.9 | 2.7 | 5.8 |
| 1999-00   | 25   | TOTAL          | NBA  | 6  | 0   | 5.7  | 0.8 | 2.3 | .357 | 0.2 | 0.2 | 1.000 | 0.0 | 0.0 |      | 0.3   | 0.7    | 1.0 | 0.2  | 0.2 | 0.2 | 0.3 | 0.8 | 1.8 |
| 1999-00   | 25   | Denver Nuggets | NBA  | 1  | 0   | 5.0  | 0.0 | 2.0 | .000 | 0.0 | 0.0 |       | 0.0 | 0.0 |      | 0.0   | 1.0    | 1.0 | 0.0  | 0.0 | 0.0 | 0.0 | 1.0 | 0.0 |
| 1999-00   | 25   | Orlando Magic  | NBA  | 5  | 0   | 5.8  | 1.0 | 2.4 | .417 | 0.2 | 0.2 | 1.000 | 0.0 | 0.0 |      | 0.4   | 0.6    | 1.0 | 0.2  | 0.2 | 0.2 | 0.4 | 0.8 | 2.2 |
| Total     |      |                | NBA  | 54 | 9   | 16.0 | 1.9 | 4.6 | .402 | 0.5 | 1.3 | .394  | 0.5 | 0.7 | .718 | 0.7   | 1.6    | 2.2 | 0.5  | 0.6 | 0.4 | 0.8 | 2.3 | 4.7 |